# Trucios-Turtzioz
Trucios-Turtzioz (spanisch Trucios, baskisch Turtzioz) ist eine Gemeinde mit 515 Einwohnern (Stand: 2024) in der Provinz Bizkaia in der Autonomen Gemeinschaft Baskenland im Norden Spaniens. Die Gemeinde besteht aus den Ortschaften La Iglesia, La Puente, Romaña, Pando, San Roque, Basinagre, Gordon, Recueto und Cueto. Der Verwaltungssitz befindet sich in La Iglesia.

## Lage
Trucios-Turtzioz befindet sich etwa 32 Kilometer westnordwestlich von Bilbao am Río Aguera in einer Höhe von ca. 150 m.

## Bevölkerungsentwicklung
| Jahr      | 1950 | 1970 | 1981 | 1991 | 2001 | 2011 | 2021 |
| Einwohner | 949  | 727  | 554  | 518  | 537  | 537  | 502  |

## Sehenswürdigkeiten
- Peterskirche in La Iglesia
- Dreifaltigkeitskapelle in Gordón
- Rochuskapelle in San Roque

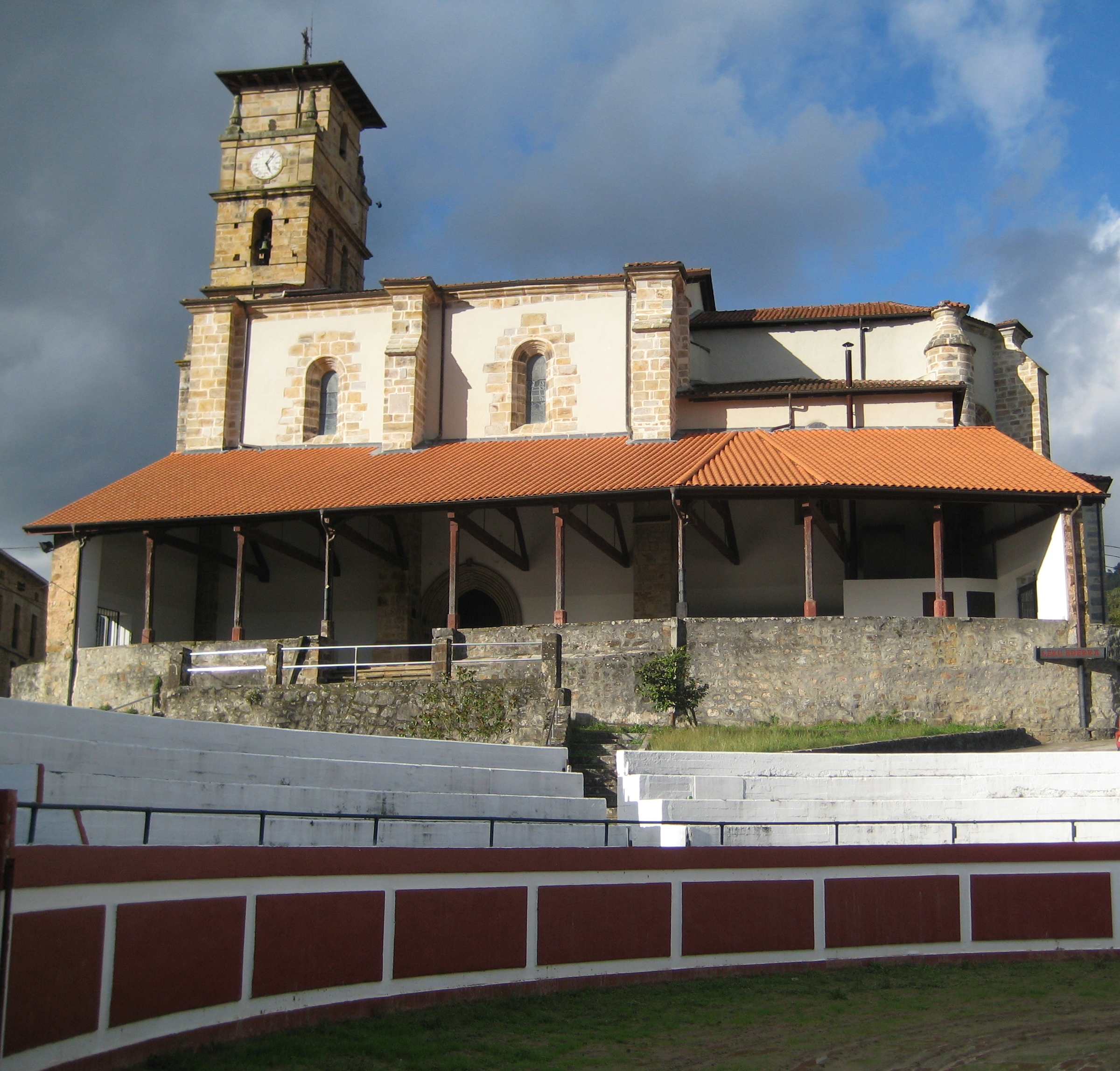
Peterskirche